# Waterschap Groot-Haarlemmermeer

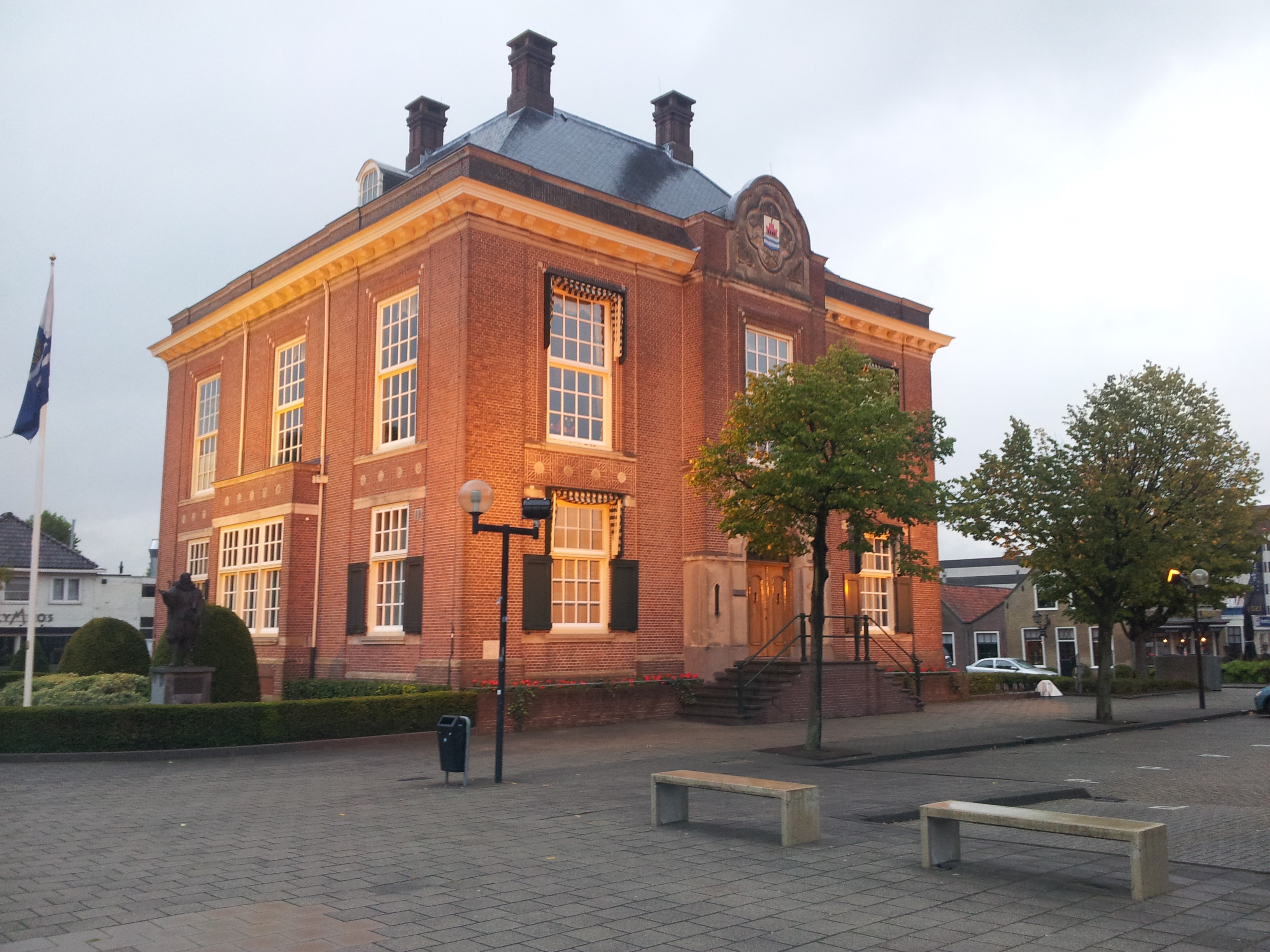
Polderhuis in Hoofddorp (met boven de ingang het wapen van het waterschap)

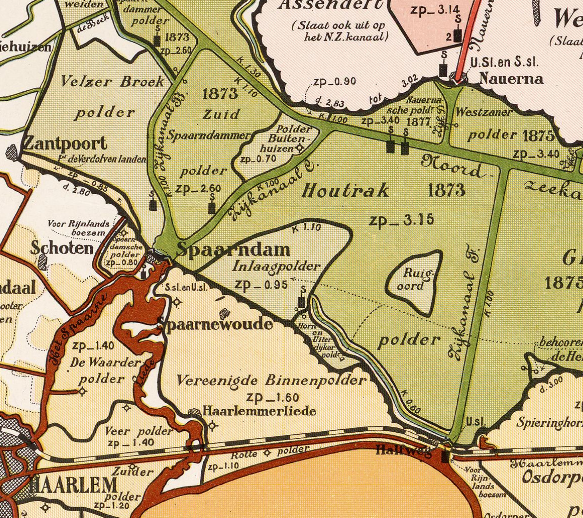
De kleine polders in het noordelijk deel van het latere WGH: de Houtrakpolder, Vereenigde Binnenpolder, Inlaagpolder, Z., N. en Oude-Spaarndammerpolder, Polder Buitenhuizen, Polder Velserbroek, Waarderpolder, Veerpolder en Zuidpolder, op een kaart uit 1901

Het Waterschap Groot-Haarlemmermeer (WGH) was een waterschap in het zuidwesten van de Nederlandse provincie Noord-Holland.  Het waterschapsbestuur was gevestigd in het Polderhuis in Hoofddorp.
Groot-Haarlemmermeer werd op 1 januari 1979 gevormd door de fusie van een groot waterschap en aantal kleine waterschappen:
- de Haarlemmermeerpolder
- de Buitendijksche Buitenveldersche polder
- de Polder Buitenhuizen onder Assendelft
- de Horn- en Stommeerpolder (Aalsmeer)
- de Houtrakpolder (Haarlemmerliede en Spaarnwoude (H&S))
- de Inlaagpolder (Spaarndam, H&S)
- de Oosteinderpoelpolder (Aalsmeer)
- de Oude Spaarndammerpolder (H&S)
- de Schinkelpolder (Aalsmeer)
- de Veerpolder onder Haarlem
- de Vereenigde Binnenpolder onder Haarlemmerliede en Spaarnwoude
- de Waarderpolder onder Haarlem
- de Polder de Velserbroek (Velsen)
- De Zuid- en Noord-Spaarndammerpolder (Velsen)
- De Zuiderpolder onder Haarlem

Daarmee waren alle Noord-Hollandse waterschappen binnen het gebied van het Hoogheemraadschap van Rijnland samengevoegd.
Het gebied van het waterschap omvatte de gehele gemeente Haarlemmermeer en delen van de gemeenten Haarlemmerliede en Spaarnwoude, Velsen, Haarlem, Aalsmeer en Amsterdam.
Op 1 januari 2005 ging het Waterschap Groot-Haarlemmermeer op in het Hoogheemraadschap van Rijnland.

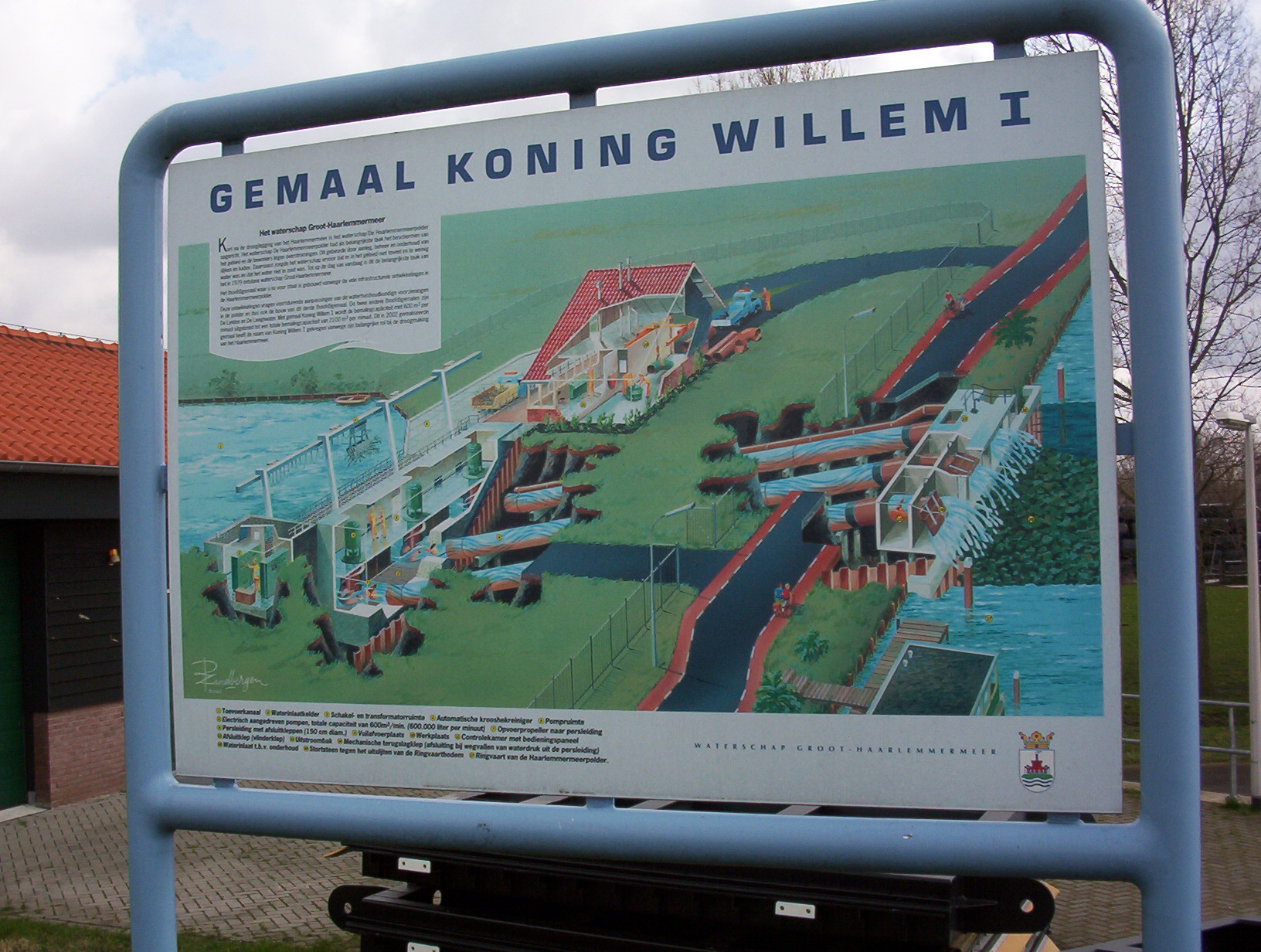
Gemaal Koning Willem I (2001), bij Cruquius